# Jessica Pilz
Jessica Pilz (Haag, 22 de novembro de 1996) é uma escaladora austríaca.

## Carreira
Pilz começou a competir em 2010, tanto em escalada de liderança de competição quanto em boulder de competição. De 2011 a 2015, ela venceu seis competições internacionais juvenis em escalada de liderança. Em 2014, ela também venceu a European Youth Cup e o Youth Championships em boulder. Em 2017, Pilz venceu os Jogos Mundiais Militares de Inverno tanto na escalada de liderança quanto na escalada em bloco. Em 2018, Pilz venceu o evento de escalada líder no Campeonato Mundial de Escalada IFSC de 2018 em Innsbruck ao escalar a rota alguns segundos mais rápido que a ex-campeã mundial, Janja Garnbret. Ela ganhou a medalha de bronze no evento combinado no mesmo Campeonato Mundial. Em 2019, Pilz ficou em 10º lugar no evento combinado no Campeonato Mundial de Escalada IFSC de 2019, qualificando-a para as Olimpíadas de 2020, onde terminou em 7º.
Em 2023, Pilz se classificou para competir no evento combinado nas Olimpíadas de Verão de 2024 em Paris, ficando em segundo lugar no evento combinado no Campeonato Mundial de Escalada IFSC de 2023. Pilz ganhou o título geral na escalada líder na série da Copa do Mundo de Escalada IFSC de 2023. No ano seguinte, ganhou a medalha de bronze no evento combinado nas Olimpíadas de Verão de 2024.